# 2025年カムチャツカ半島地震
2025年カムチャツカ半島地震（2025ねんカムチャツカはんとうじしん、露: Землетрясение на Камчатке в 2025 году）は、2025年7月30日11時24分（カムチャツカ時間。日本時間7月30日8時24分、UTC7月29日23時24分）にロシア・カムチャツカ半島ペトロパブロフスク・カムチャツキーの東南東126 kmで発生したMw8.8の巨大地震である。アメリカ合衆国地質調査所（USGS）によると、2011年の東北地方太平洋沖地震以降世界で最も規模が大きい地震で、20世紀以降では1906年のエクアドル・コロンビア地震と2010年のチリ地震に並ぶ、史上6番目に大きな地震である。
アメリカ合衆国地質調査所（USGS）は、当初Mw8.0と報じたが、後にMw8.7に引き上げ、更にその後Mw8.8へと引き上げた。

## 地殻構造
この地震は、千島列島の東海岸からカムチャツカ半島にかけて広がる北アメリカプレートと太平洋プレートの間の大きな逆断層で、収束型境界である千島海溝沈み込み帯で発生した。太平洋プレートが、北アメリカプレートへ沈み込む活発な活動は、白亜紀以来継続している。これら2つのプレートの収束速度は、年間76-90 mmの間と推定される。
沈み込み帯での大きな地震は以前にも観測されている。前回の大きな地震は1952年カムチャツカ地震で、マグニチュードMw8.8-9.0、震源地は2025年の地震の南東45 kmの地点であった。この地震はカムチャツカ半島沿岸で大規模かつ破壊的な津波を引き起こした。この地震による断層破壊は、北はシプンスキー岬から南は温禰古丹島にかけて700×200 kmの区間で発生したと考えられている。多くの大規模な沈み込み地震とは異なり、1952年の地震では、最大の断層運動が海溝付近ではなく、より深部で発生した。断層の動きは最大で40 km、約60-80 kmの深さに及ぶと推定されている。海溝付近ではほとんど滑りが生じておらず、溝が固定されたまま、弾性エネルギーが解放されず、蓄積したとされる。さらに、1737年により大きな地震が発生しており、Mw9.3と推定された。旅行者の記録や、津波堆積物の調査によると、この地震により高さ63 mの津波が発生した。

## 地震
アメリカ合衆国地質調査所（USGS）によると、7月29日23時24分52秒（UTC、以下同）、Mw8.8の大規模な海底地震が発生した。震源地はカムチャツカ半島の太平洋沿岸沖、ペトロパブロフスク・カムチャツキーの東南東約126 kmであり、震源の深さは35.0 kmとされている。イタリア国立地球物理学火山学研究所によると、地震の規模がMw8.6、震源の深さが35 km、一方、オーストラリア地球科学機構によると、地震の規模がMw8.6、震源の深さが25 kmであった。
2024年8月17日、本震の震源地から北東約45 kmの地点で、Mw7.0の前震が発生した。さらに、2025年7月20日、本震の震源地から南西約60 kmの地点で、Mw7.4の前震が発生した。7月30日0時9分には、Mw6.9の余震が発生した。
USGSによると、この地震は沈み込み帯の境界における浅い逆断層運動によって発生した。境界面で断層運動が生じた領域を390×140 kmと推定している。この断層破壊は、1923年2月カムチャツカ地震と1952年カムチャツカ地震の破壊域の間の地震空白域で発生したと考えられている。USGSが発表した有限断層モデルでは、断層運動は約600×200 kmの沈み込み帯区間に及んだとされる。破壊の大部分は、震源から千島列島にかけて、沈み込み帯に沿って南西方向に約500 kmに及んでいる。主な滑りは海溝付近および震源地の南西で楕円形の領域で発生し、滑り量は7-8 m、最大で8.7 mに達した。ジオ・スコープは、破壊が沈み込み帯で180秒以上続いたと推定した。USGSは地震の継続時間は約230秒と推定した。
日本では、北海道で最大震度2の揺れを観測したほか、青森県・岩手県・宮城県・山形県・山梨県・長野県・岐阜県・鳥取県・岡山県・佐賀県・鹿児島県の計12道県で震度1の揺れを観測した。
| 順位                           | 名称                                   | 発生日（UTC）  | 規模（Mw） |
| ------------------------------ | -------------------------------------- | -------------- | ---------- |
| 1                              | チリ、バルディビア                     | 1960年5月22日  | 9.5        |
| 2                              | アラスカ、プリンス・ウィリアム湾       | 1964年3月28日  | 9.2        |
| 3                              | スマトラ島・アンダマン諸島             | 2004年12月26日 | 9.1        |
| 3                              | 東北地方太平洋沖地震                   | 2011年3月11日  | 9.1        |
| 5                              | カムチャツカ半島東方沖                 | 1952年11月5日  | 9.0        |
| 6                              | エクアドル・コロンビア                 | 1906年1月31日  | 8.8        |
| 6                              | チリ、ビオビオ                         | 2010年2月27日  | 8.8        |
| 6                              | カムチャツカ半島南東沖                 | 2025年7月30日  | 8.8        |
| 9                              | アリューシャン列島、ラット諸島         | 1965年2月4日   | 8.7        |
| 10                             | アリューシャン列島、ユニマク島         | 1946年4月1日   | 8.6        |
| 10                             | アッサム・チベット                     | 1950年8月15日  | 8.6        |
| 10                             | アリューシャン列島、アンドレアノフ諸島 | 1957年3月9日   | 8.6        |
| 10                             | スマトラ島北部                         | 2005年3月28日  | 8.6        |
| 10                             | スマトラ島北部西方沖                   | 2012年4月11日  | 8.6        |
| 規模はアメリカ地質調査所による |                                        |                |            |

## 津波

### ロシア連邦
カムチャツカ半島の南東に位置する幌筵島のセベロクリリスクで3-4 mの津波を観測した。また、カムチャツカ半島と千島列島の複数の地点で5-6 mの津波を目視で観測した他、数少ないロシア極東の自動観測地点で1 mの津波を観測した。

### 日本

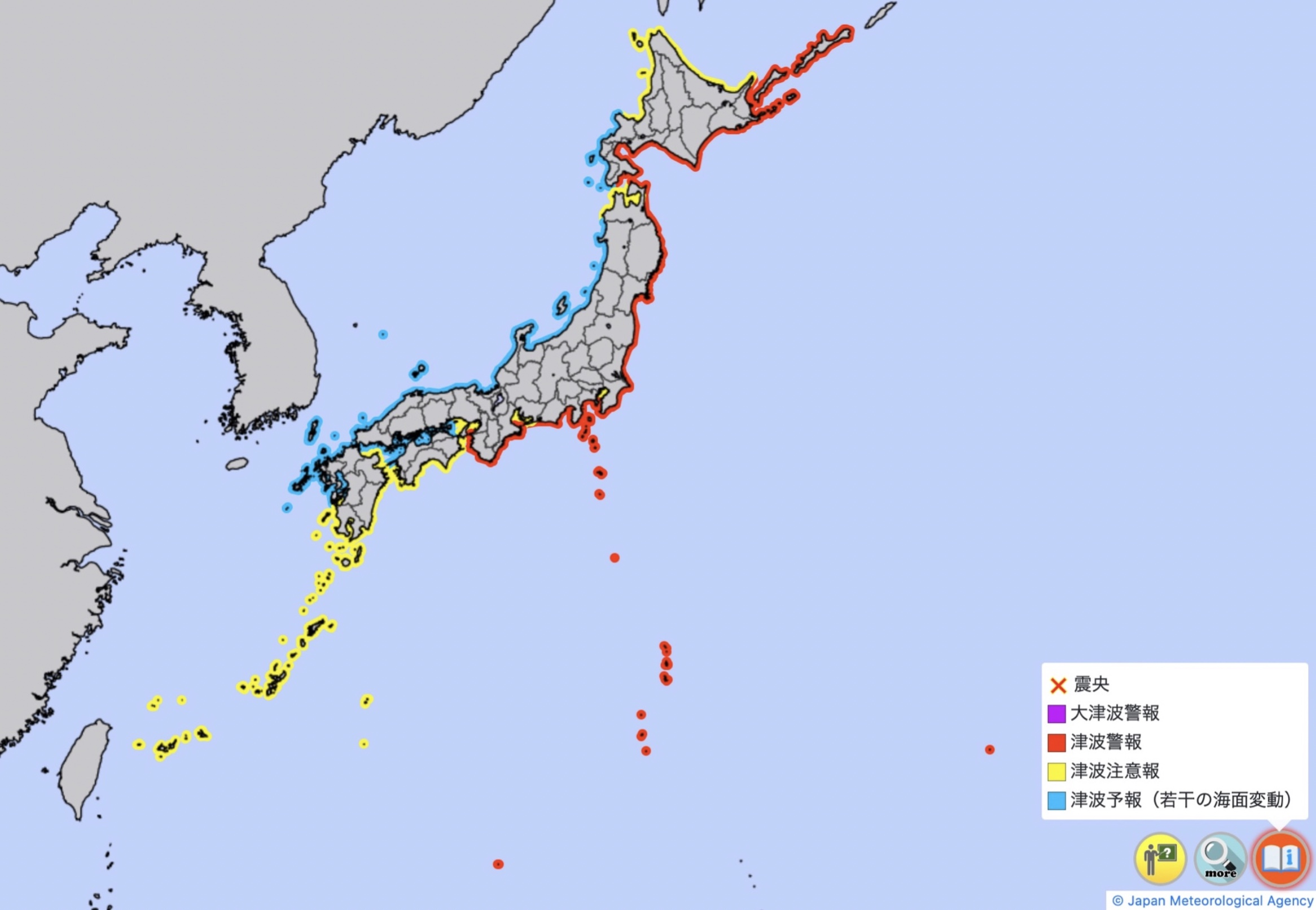
津波警報・注意報の発表状況

当初気象庁はこの地震のマグニチュードを8.0と判断し、地震発生12分後の8時37分（日本時間、以下同）に最大1 mの津波が到達するとして津波注意報を発表した。その後マグニチュードを8.7に修正したことから地震発生から1時間25分後、津波注意報発表から1時間3分後の9時40分に北海道から和歌山県までの太平洋沿岸を最大3 mまでの津波が到達するとして津波警報に切り替え、その他太平洋沿岸などに津波注意報を発表した。
津波は10時30分の北海道根室市花咲から日本の各地に順次到達、岩手県久慈市の久慈港では13時52分に1.4 m、宮城県仙台市の仙台港では23時20分に0.9 m、北海道根室市花咲では14時57分に0.8 m、宮城県石巻市の石巻港では14時23分に0.7 mの津波を観測した。
津波警報及び注意報は7月31日までに解除されたが、その後も南米大陸から反射した津波が日本沿岸に届いたことから、気象庁は8月1日にも海面変動に関する情報を発表。海面変動は3日間程度続いた。

### アメリカ合衆国
アメリカ合衆国ハワイ州ではマウイ島カフルイで1.74 m、ハワイ島ヒロで1.5 m、オアフ島ハレイワで1.2 mの津波を観測した。また、西海岸のカリフォルニア州でも約1.13 mの津波を観測した。

### インドネシア
インドネシアでは東部パプア州ジャヤプラで16時14分（インドネシア東部時間、日本時間と同じ）に約0.2 mの津波を観測し、その6分後には同州サルミとソロンでも約0.1 mの津波を観測した。

### フランス領ポリネシア
フランス領ポリネシアではマルケサス諸島ヌクヒバ島で約1.5 mの津波を観測した。

### エクアドル
エクアドルのガラパゴス諸島では約1 mの津波を観測した。

## 被害
カムチャツカ半島では、少なくとも4人が負傷した。半島の中心都市であるペトロパブロフスク・カムチャツキーでは、停電や携帯電話のシステム障害が報告された。また、同市内では幼稚園の建物の外壁が崩壊し、複数の医療・社会福祉施設の壁に亀裂が入った。エリゾヴォ空港ではターミナルの天井が崩壊し、1人が負傷した。サハリン州では、複数の建物の換気扇やストーブの配管が破壊された。
千島列島の占守島では、島に滞在している歴史調査団のテント村が津波に流された。幌筵島では、この地震により島内にある煙突の90 %が崩壊した。その後、町にある港が浸水し、水産加工場が流された。ロシア連邦政府は、津波の被害を受けた島々に対し、非常事態宣言を発令した。元々町自体は港の近くにあったが、1952年に発生した地震の津波で町が壊滅状態となったため、連邦政府は内陸の高台に町を再建し、港が残った。その後、北クリル管区にも非常事態宣言が発令され、2,700人が避難した。そのため、両島では人的被害が報告されなかった。またサハリン州では、この地震により電力網が損傷し、停電が発生した。
日本では三重県熊野市において、津波警報を受けて自動車を高台に退避させようとしていた58歳の女性が、車ごと崖から転落して死亡した。

## 影響
東京電力は、福島県に津波注意報（後に津波警報）が発表された事を受け、福島第一原子力発電所の作業員に避難指示を出した。また、発表時に行っていた処理水の海洋放出を中止した。

### 交通
津波警報の発表を受けて、仙台空港では滑走路が閉鎖され、国内線41便が欠航した。
鉄道では、JR東日本の東海道線や湘南新宿ラインなど多くの路線で列車の運転を見合わせた。JR東海やJR西日本でも一部の路線で運転の見合わせが起きた。